# 耕野裕子
耕野 裕子（こうの ゆうこ、10月26日 - ）は女性漫画家。広島県出身。夫は漫画家の榎本俊二。
集英社から出版されていた少女漫画誌「ぶ〜け」の、第一回まんが家養成コース（短編部門）で第一席となり、翌年9月号『下山君にラブレター』でデビュー。作品は、思春期・青年期を題材としたものが多い。
近年では、作家・伊坂幸太郎の作品『陽気なギャングが地球を回す』の漫画化を手がけた。

## 作品リスト
- はいTime - ぶ〜けコミックス 1983年
- 星影ろまん - ぶ〜けコミックス 1984年
- キリストたちの輪舞（全2巻） - ぶ〜けコミックス 1985年
- 藍色セルロイド - ぶ〜けコミックス 1986年
- ラバー・ソウル - ぶ〜けコミックス 1986年
- あの頃に逢いたい （全3巻） - ぶ〜けコミックス 1987年
- スロー・ダウン 怯える仔羊の為のA - ぶ〜けコミックス 1988年
- リバイバルはいつも電車で（全3巻） - ぶ〜けコミックス 1988年 - 1989年
- 百万の嘘の涯 - ぶ〜けコミックス 1989年
- メロンパン - ぶ〜けコミックスワイド 1990年
- 花のお庭 - ぶ〜けコミックスワイド 1991年
- CLEAR -クリア- （全11巻） - ぶ〜けコミックスワイド 1991年 - 1994年 朝日ソノラマコミック文庫で2006年5月にリバイバル
- 真昼のカノン - ぶ〜けコミックスワイド 1995年
- I・S - マーガレットコミックス 1996年
- やわらぎ御殿〜20XX - ヤングロゼコミックスDX 1996年
- Erosの悪戯 - Kissコミックス 1996年
- GO NEXT! - マーガレットコミックス 1997年
- AQラヴァーズ - オフィスユーコミックスワイド 1999年
- 陽気なギャングが地球を回す（原作／伊坂幸太郎） - BE LOVE KCDX 2006年
- 愛ある暮らし - 宙出版 2006年